# Narval (S-64)
Pour les articles homonymes, voir Narval (sous-marin).
Le Narval (numéro de coque S-64) est un sous-marin de classe Daphné, lancé par la marine espagnole en 1974, retiré du service en 2003.

## Historique
Le navire a été commandé à Carthagène, où la quille a été posée le 24 avril 1971. Le navire a été lancé le 14 décembre 1974 et mis en service le 22 novembre 1975. Le navire a été retiré du service en 2003.